# Poisson-tényező
Poisson-tényező ({\displaystyle \mu }) a szilárd testek mechanikájában használt szám. Egyirányú feszültségi állapotnál (húzott vagy nyomott rúdnál) a keresztirányú alakváltozás és a hosszirányú alakváltozás viszonya. Siméon Denis Poisson (1781-1840) francia matematikus és fizikusról kapta nevét. A Poisson-tényező dimenziónélküli mennyiség, nem jellemzi az anyag rugalmasságát vagy merevségét, csak azt a módot, ahogy alakváltozást szenved. Ha egy izotróp anyagban létezik egy m irány, amelyikben ébredő feszültség σm ≠ 0 (és a többi irányban a feszültség egyenlő nullával), akkor a Poisson tényező:
{\displaystyle \mu ={\varepsilon _{n} \over \varepsilon _{m}}}
ahol: ε  – az alakváltozás, n – tetszőleges, m-re merőleges irány.
Ha egy d átmérőjű, L hosszúságú rudat meghúzunk, úgy hogy az erő irányába ΔL értékkel megnyúlik, az átmérő csökkenését így számíthatjuk ki: 
{\displaystyle \Delta d=-d\cdot \mu {{\Delta L} \over L}}
Ez a képlet kis alakváltozásoknál érvényes. Jelentősebb alakváltozásoknál az alábbi egyenlet pontosabb értéket ad (feltéve, hogy μ=const):
{\displaystyle \Delta d=-d\cdot \left(1-{\left(1+{{\Delta L} \over L}\right)}^{-\mu }\right)}
A fenti képletek lehetőséget adnak a Poisson-tényező közvetlen mérésére statikus szakítópróba segítségével, bár a fellépő kis alakváltozások nem tesznek lehetővé pontos méréseket. 
A Poisson tényezővel lehet kifejezni az összefüggést az E rugalmassági modulus és a G nyírási rugalmassági modulus között:
{\displaystyle G={\frac {E}{2(1+\mu )}}}
A ΔV/V fajlagos térfogatváltozás egyirányú feszültségállapot alatt az alábbi képlettel számítható:
{\displaystyle {\frac {\Delta V}{V}}=(1-2\mu ){\frac {\Delta l}{l}}}.
A Poisson tényező értékére fennáll (kivétel az auxetikus anyagok):
{\displaystyle 0<\mu <{1 \over 2}}
{\displaystyle \mu =0,5} esetén az alakváltozásnál a test térfogata nem változik. A szokásos anyagoknál a Poisson-tényező 0,1 és 0,4 közötti értéket vesz fel. Néhány anyag Poisson-tényezője:
- ideális folyadék 0,5
- reális folyadék (víz) 0,499
- Alumínium: 0,33
- Acél: 0,2-0,33
- Beton: 0,2
- Ólom: 0,45
- Sárgaréz: 0,37
- Üveg: 0,23
- SiC: 0,17
- Si3N4: 0,25
- fa: 0,21

## Kapcsolata más rugalmas jellemzőkkel
| Átszámítási képletek (nyitható táblázat)                                                                      | Átszámítási képletek (nyitható táblázat)               | Átszámítási képletek (nyitható táblázat) | Átszámítási képletek (nyitható táblázat)               | Átszámítási képletek (nyitható táblázat)  | Átszámítási képletek (nyitható táblázat)                   | Átszámítási képletek (nyitható táblázat)          | Átszámítási képletek (nyitható táblázat)                | Átszámítási képletek (nyitható táblázat)          | Átszámítási képletek (nyitható táblázat)  | Átszámítási képletek (nyitható táblázat) |
| --- | ------------------------------------------------------ | ---------------------------------------- | ------------------------------------------------------ | ----------------------------------------- | ---------------------------------------------------------- | ------------------------------------------------- | ------------------------------------------------------- | ------------------------------------------------- | ----------------------------------------- | ---------------------------------------- |
| Homogén izotróp tulajdonságú anyagok tulajdonságai kiszámíthatóak, ha legalább két másik tulajdonságuk ismert |                                                        |                                          |                                                        |                                           |                                                            |                                                   |                                                         |                                                   |                                           |                                          |
| | {\displaystyle (\lambda ,\,G)}                         | {\displaystyle (E,\,G)}                  | {\displaystyle (K,\,\lambda )}                         | {\displaystyle (K,\,G)}                   | {\displaystyle (\lambda ,\,\nu )}                          | {\displaystyle (G,\,\nu )}                        | {\displaystyle (E,\,\nu )}                              | {\displaystyle (K,\,\nu )}                        | {\displaystyle (K,\,E)}                   | {\displaystyle (M,\,G)}                  |
| {\displaystyle K=\,}                                                                                          | {\displaystyle \lambda +{\tfrac {2G}{3}}}              | {\displaystyle {\tfrac {EG}{3(3G-E)}}}   |                                                        |                                           | {\displaystyle {\tfrac {\lambda (1+\nu )}{3\nu }}}         | {\displaystyle {\tfrac {2G(1+\nu )}{3(1-2\nu )}}} | {\displaystyle {\tfrac {E}{3(1-2\nu )}}}                |                                                   |                                           | {\displaystyle M-{\tfrac {4G}{3}}}       |
| {\displaystyle E=\,}                                                                                          | {\displaystyle {\tfrac {G(3\lambda +2G)}{\lambda +G}}} |                                          | {\displaystyle {\tfrac {9K(K-\lambda )}{3K-\lambda }}} | {\displaystyle {\tfrac {9KG}{3K+G}}}      | {\displaystyle {\tfrac {\lambda (1+\nu )(1-2\nu )}{\nu }}} | {\displaystyle 2G(1+\nu )\,}                      |                                                         | {\displaystyle 3K(1-2\nu )\,}                     |                                           | {\displaystyle {\tfrac {G(3M-4G)}{M-G}}} |
| {\displaystyle \lambda =\,}                                                                                   |                                                        | {\displaystyle {\tfrac {G(E-2G)}{3G-E}}} |                                                        | {\displaystyle K-{\tfrac {2G}{3}}}        |                                                            | {\displaystyle {\tfrac {2G\nu }{1-2\nu }}}        | {\displaystyle {\tfrac {E\nu }{(1+\nu )(1-2\nu )}}}     | {\displaystyle {\tfrac {3K\nu }{1+\nu }}}         | {\displaystyle {\tfrac {3K(3K-E)}{9K-E}}} | {\displaystyle M-2G\,}                   |
| {\displaystyle G=\,}                                                                                          |                                                        |                                          | {\displaystyle {\tfrac {3(K-\lambda )}{2}}}            |                                           | {\displaystyle {\tfrac {\lambda (1-2\nu )}{2\nu }}}        |                                                   | {\displaystyle {\tfrac {E}{2(1+\nu )}}}                 | {\displaystyle {\tfrac {3K(1-2\nu )}{2(1+\nu )}}} | {\displaystyle {\tfrac {3KE}{9K-E}}}      |                                          |
| {\displaystyle \nu =\,}                                                                                       | {\displaystyle {\tfrac {\lambda }{2(\lambda +G)}}}     | {\displaystyle {\tfrac {E}{2G}}-1}       | {\displaystyle {\tfrac {\lambda }{3K-\lambda }}}       | {\displaystyle {\tfrac {3K-2G}{2(3K+G)}}} |                                                            |                                                   |                                                         |                                                   | {\displaystyle {\tfrac {3K-E}{6K}}}       | {\displaystyle {\tfrac {M-2G}{2M-2G}}}   |
| {\displaystyle M=\,}                                                                                          | {\displaystyle \lambda +2G\,}                          | {\displaystyle {\tfrac {G(4G-E)}{3G-E}}} | {\displaystyle 3K-2\lambda \,}                         | {\displaystyle K+{\tfrac {4G}{3}}}        | {\displaystyle {\tfrac {\lambda (1-\nu )}{\nu }}}          | {\displaystyle {\tfrac {2G(1-\nu )}{1-2\nu }}}    | {\displaystyle {\tfrac {E(1-\nu )}{(1+\nu )(1-2\nu )}}} | {\displaystyle {\tfrac {3K(1-\nu )}{1+\nu }}}     | {\displaystyle {\tfrac {3K(3K+E)}{9K-E}}} |                                          |